# 게리 누만
개리 앤서니 제임스 웹 Gary Anthony James Webb (1958년 3월 8일~), 주로 게리 누만으로 알려진 영국인 가수, 작사가, 작곡가, 뮤지션 그리고 레코드 프로듀서이다. 서 런던의 해머스미스에서 태어나 뉴웨이브 밴드 튜브웨이 아미의 리드 보컬로 음악계에 첫 발을 디뎠다. 밴드에서 두 개의 앨범을 발매한 이후, 그는 1979년 솔로 데뷔 앨범 The Pleasure Principle을 낸다.
1위를 달성한 싱글 "Are 'Friends' Electric?", "Cars"로, 개리 뉴먼은 1970년대 후반과 1980년대 초반에 유명세를 지녔지만 지금까지 문화 흐름을 따라가고 있다.  그의 고유한 소리는 기타 이펙터로부터 나오는 과중한 신디사이저 훅으로 이루어져 있으며, 대중적인 일렉트로닉 음악의 개척자로 여겨지고 있다. 또한 그는 그 특유의 목소리와 양성적인 '인조인간 느낌의' 얼굴로 유명하다. 2017년 영국 작사가-작곡가-저자 아카데미로부터 아이버 노벨로 영감 상을 수여받았다.

## 어린 시절
개리 뉴먼은 1958년 3월 8일에 런던 서쪽의 해머스미스에서 히스로 공항에 주로 근무하는 영국 항공 버스 운전사의 아들로 태어났다. 그는 스탠웰의 Town Farm Junior School, 서리 주 애쉬포드의 Courty Grammar School, 그리고  버크셔의 Slough Grammar School에서 교육받았고, 후에 서리 주의 브룩랜드 공업학교에 입학하였고 십 대에 ATC(Air Training Corp)에 입학하였다. 이후 지게차 운전, 에어컨 환풍기 교체, 은행원 등 다양한 직업을 가졌다.
열 다섯 살 무렵, 그의 아버지는 그에게 깁슨 레스폴을 사주었고, 그는 이것을 가장 귀중한 물품으로 보유하고 있다. 그는 삼촌 Jess Lidyard와 튜브웨이 아미를 결성하기 이전 Mean Street, the Lasers와 같은 다양한 밴드에서 연주했다. 그의 초기 익명은 Valerian으로, 프랑스 공상과학 코믹 시리즈  Valérian and Laureline의 영웅을 참조한 것으로 보인다. 그는 이후 Yellow Pages의 배관공 광고에서 Numan이란 성을 따왔는데, 배관공의 이름은 Neumann이었다.

## 경력

### 1970년대

#### 튜브웨이 아미 Tubeway Army
개리 뉴만은 1970년대 후반 튜브웨이 아미의 리드 싱어, 작사가 그리고 프로듀서로서 출중함을 나타낸다. 펑크 영향을 받은 거의 앨범 정도의 가치를 가진 데모 테이프(후에 앨범 The Plan으로 1984년 발매된다)를 녹음한 이후, 베거스 뱅큇 레코드가 1978년 그를 눈여겨보게 되고 속히 두 개의 싱글 "That's too bad", "Bomber"을 발매하였다. 두 개 모두 차트에 오르지 못했다.
같은 년도에 발매된 뉴웨이브 지향의 셀프 타이틀 데뷔 앨범은 한정판이 모두 매진되었고, 그의 매력-디스토피아적 공상 과학 픽션과 신디사이저를 선보였다. 튜브웨이 아미의 세 번째 싱글, 느린 페이스와 어두운 테마를 잡은 "Down in the Park" (1979년)은 차트 진입에 또 한번 실패했으나, 그의 참았던 그리고 커버된 곡들을 입증해 주었다. 1980년대 영화 타임스 스퀘어를 위한 사운드트랙에 동시대의 히트들을 피쳐링했고, 1982년 영화 Urgh! A Music War에서 라이브 버전을 볼 수 있다. 이후 Lee Cooper 청바지 텔레비전 광고에 "Don't be Dummy"로 출연하며, 튜브웨이 아미는 1979년 3월 "Are 'Friends' Electric?"을 발매한다. 이 싱글은 6월 하순 차트 1위를 찍기까지 7주가 걸렸다-동시에 수록 앨범 Replicas도 1위에 오른다.

#### 개리 뉴먼으로서
몇 달후 개리 뉴먼은 1979년 영국 차트 1위, 캐나다 차트 1위, 1980년 미국 차트 9위를 기록한 "Cars"로 대서양 양쪽에서 성공을 맛보았다. "Cars"와 1979년 앨범 The Pleasure Principle은 모두 뉴먼의 이름 아래 발매되었다. 앨범은 영국 차트 1위에 올랐고, 이후 투어 The Touring Principle은 매진되었다. 이의 콘서트 영상은 첫 장편 상업적 뮤직 비디오의 발매로 종종 꼽힌다. 앨범 The Pleasure Principle 은 록 앨범인데도 기타가 사용되지 않았다. 뉴먼은 왜곡된, 단계적인 메탈 톤을 위해 기타 대신 기타 이펙트 페달을 차용한 신디사이저를 사용하였다. 해당 앨범의 두 번째 싱글, Complex는 영국 싱글 차트 6위에 올랐다.

#### 개성과 스타일
이 시기, 뉴먼은 그의 스타일 또한 개발했다. 그에 의하면 (탑 오브 더 팝스 출연 전) 이는 의도치 않은 여드름의 결과로 나타났다고. "점이 모든 곳에 있었죠. 그리하여 그들은 내가 심지어 문을 향하기도 전에, 약 반 인치 정도의 흰색 메이크업을 칠해 줬습니다.  제 눈은 숙취에 절어 있는 듯했고(pissholes in the snow), 그래 거기 검은색도 칠해주더군요. 제 그런 이미지는 쇼에 참가하기 한 시간 전 딱 맞아떨어졌습니다." 이 "활기 없는" 풍채는, 그의 말에 따르면, 극단적인 자기 의식과 쇼맨쉽의 부족, 그리고 "안드로이드처럼 되기" 로 종종 언급되는 것의 결과라고 한다.  이 기간 동안, 뉴먼은 자칭 "뉴머노이드Numanoids"라는 팬층을 생성했다. 이들은 뉴먼의 운이 급격하게 떨어지기 시작한 1980년대 후반을 아울러 지원을 계속해 나갔다.
후에 그가 말하길, "...정말로, 이 모든 것에 매달렸습니다. 무감정, 모든 것에 차갑게 대하는 것, 감정을 타인에게 나타내지 않는 것, 또는 무감정을 앞에 내새우는 것."

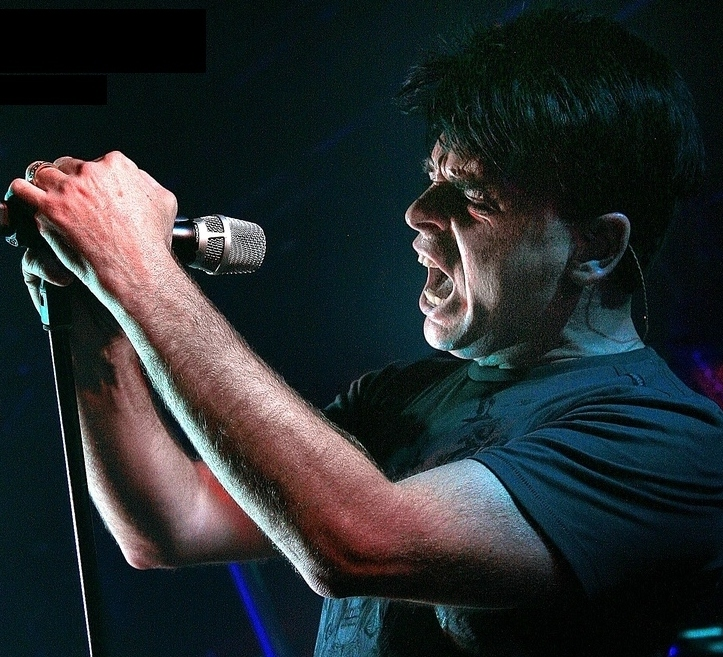
라이브, 2007

### 1980년대
1980년, 뉴먼은 앨범 Telekon으로 세 번째 차트 정상에 오른다. 앨범 전에 발매된 싱글 "We are Glass", "I Die: You Die"는 각각 차트 5위와 차트 6위에 올랐다. 앨범 수록곡 "This Wreckage" 또한 12월 차트 20위권 안에 진입했다. 뉴먼이 그의 직업 중 회고적으로 "기계Machine"라는 용어를 사용한 마지막 스튜디오 앨범인데, 뉴먼의 음악에 기타를 다시 들여왔으며 더 넖은 범위의 신디사이저를 사용했다. 같은 해 그는 전 해의 Touring Principle보다 훨씬 정교한 스테이지로 두 번째 메이저 투어 "Teletour"을 진행한다. 1981년 4월, Wembley Arena에서, 그는 (연속으로 매진된 콘서트에서) 은퇴를 선언한다. 이때 1979년과 1980년 투어의 라이브 앨범 세트가 차트 2위에 진입했다.  두 앨범 모두, 또 각각 "Living Ornaments '79" 그리고 "Living Ornaments '80으로 발매되어 차트에 올랐다. 은퇴 결정은 오래가지 못했다.
순수한 일렉트로 팝에서 시작하여, 그는 재즈, 펑크 그리고 리듬 팝을 실험하기 시작한다. 1981년 작별인사 콘서트 이후의 첫 앨범은 1981년 Dance였다. 앨범은 영국에서 차트 3위에 올라 8주간 차트에 진입했고 차트 6위에 오른 "She's Got Claws"를 배출해 낸다. 앨범은 여러 게스트 플레이어를 피쳐랭했는데 : 그룹 재팬의 믹 칸 (베이스 기타, 색소폰) , 롭 딘 (기타), 모델스의 로저 메이슨 (키보드) 그리고 퀸의 로저 테일러 (드럼)이다.
당시 Chris Payne (키보드, 비올라) Russell Bell (guitar, 그리고 Ced Sharpley (드럼) 이 Dramatis로 재결성한 그의 전 세션 밴드와, 뉴먼은 앨범 For Future Reference에서 저조한 히트를 친 "Love needs No Disguise" 그리고 그의 오랜 베이시스트 Paul Gardiner에 의해 발매된 첫 싱글 "Stromtrooper in Drag"(차트에 올랐다)의 보컬을 맡았다. 하지만, 그의 성적은 떨어지기 시작하는데, 그는 초기 애덤 앤트 그리고 더 이후로는 휴먼 리그, 듀란 듀란, 디페쉬 모드에 의해 그늘지게 된다. 각 앨범은 새로운 '이미지'를 냈고, 1979년의 '외로운 안드로이드'에 가까웠던 대중의 인식(상상)을 차용하지 않았다.
앨범 I, Assassin (1982)는 Dance 보다 저조했다. 하나의 탑 10 그리고 탑 20에 진입한 두 개의 싱글에도 불구하고, 앨범은 8위를 달성했다(차트에 6주간 머물렀다). 뉴먼은 1982년 말 미국에서 콘서트 투어로 앨범을 서포팅했다.